# Clemson (South Carolina)
Clemson  ist eine Stadt (city) im US-Bundesstaat South Carolina. Sie ist Teil der Greenville-Spartanburg-Anderson Combined Statistical Area. Die Stadt befindet sich im Pickens County und im Anderson County. Das U.S. Census Bureau hat bei der Volkszählung 2020 eine Einwohnerzahl von 17.681 ermittelt.

## Überblick
Europäischstämmige Amerikaner ließen sich hier nieder, nachdem die Cherokee 1819 gezwungen wurden, ihr Land abzutreten. Sie hatten in Keowee und sechs weiteren Orten entlang des Keowee River als Teil ihres traditionellen Heimatlandes im Südosten gelebt. Sie wanderten und siedelten in Tennessee und tiefer in Georgia und Alabama, bevor die meisten von ihnen 1839 in das Indianerterritorium (heutiges Oklahoma) zwangsumgesiedelt wurden.
Die Gemeinde wurde ursprünglich Calhoun genannt. Die 1889 gegründete Clemson University hat sich zu einer großen öffentlichen Universität entwickelt, die die Stadt dominiert und als kulturelles Zentrum dient. Ihr Campus entwickelte sich südlich der ursprünglichen Stadt. Dieser wurde 1943 in Clemson umbenannt, was die Identifikation mit der Universität widerspiegelt. In der kleinen, mehrere Blöcke umfassenden Innenstadt gibt es einige Wohnungen, Einzelhandelsgeschäfte und Restaurants.
Die Universität stellt Studentenwohnungen zur Verfügung, aber viele Studenten leben außerhalb des Campus in einer Vielzahl von Apartmentkomplexen. Außerhalb des Stadtzentrums gibt es nur wenige gepflasterte Bürgersteige, aber einige Straßen haben Fahrradwege. In der Stadtplanung wurden auch denkmalschutzrechtliche Aspekte berücksichtigt, um eine Anzahl von Objekten in der Stadt zu erhalten.
Der Bahnhof von Clemson, erbaut 1893, wurde 2001 renoviert; er beherbergt nun die örtliche Handelskammer und das Besucherzentrum. Der Bahnhof wurde 2016 vorübergehend für ein Straßenbauprojekt geschlossen, wurde aber 2019 wiedereröffnet. Die U.S. Route 123 verläuft am nördlichen Ende der Stadt und ihre Ränder wurden mit typischen Einkaufszentren im Vorstadtstil bebaut.
In Clemson befindet sich das Memorial Stadium, ein College-Football-Stadion mit einer Kapazität von über 80.000 Zuschauern.

## Demografie
Nach einer Schätzung von 2019 leben in Clemson 17.501 Menschen. Die Bevölkerung teilte sich im selben Jahr auf in 81,1 % Weiße, 7,7 % Afroamerikaner, 0,5 % amerikanische Ureinwohner, 7,8 % Asiaten und 2,3 % mit zwei oder mehr Ethnizitäten. Hispanics oder Latinos aller Ethnien machten 3,1 % der Bevölkerung aus. Das mittlere Haushaltseinkommen lag bei 43.568 US-Dollar und die Armutsquote bei 38,7 %.
| Jahr | Einwohner¹ |
| ---- | ---------- |
| 1950 | 1.204      |
| 1960 | 1.587      |
| 1970 | 6.690      |
| 1980 | 8.118      |
| 1990 | 11.096     |
| 2000 | 11.939     |
| 2010 | 13.905     |
| 2020 | 17.681     |

¹ 1950 – 2020: Volkszählungsergebnisse

## Bildung
Clemson ist der Sitz der Clemson University. Die Clemson University wurde ab 1889 als landwirtschaftliche Hochschule auf der ehemaligen Fort Hill Plantation des Staatsmannes John C. Calhoun gegründet.

## Sehenswürdigkeiten
Neben der Clemson University beherbergt die Stadt den South Carolina Botanical Garden, Fort Hill Plantation und das Bob Campbell Geology Museum. Der Lake Hartwell, ein Stausee, ist ein beliebtes Naherholungsgebiet, das im Westen an die Stadt grenzt. Die Blue Ridge Mountains sind nur 30 Meilen (48 km) vom Stadtzentrum entfernt.

## Verkehr
Der ÖPNV in Clemson ist kostenlos.